# Lijst van senatoren uit New Jersey

Zegel van de staat New Jersey

Dit is een lijst van de senatoren voor de Amerikaanse staat New Jersey. De senatoren voor New Jersey zijn ingedeeld als Klasse I en Klasse II. De twee huidige senatoren voor New Jersey zijn: Cory Booker senator sinds 2013 de (senior senator) en Andy Kim senator sinds 2025 de (junior senator), beiden lid van de Democratische Partij.
Prominenten die hebben gediend als senator voor New Jersey zijn onder anderen: Samuel Southard (later minister van de Marine), Mahlon Dickerson (later minister van de Marine en rechter voor het Hof van Beroep voor het district van New Jersey), William Dayton (genomineerd vicepresidentskandidaat), Robert Stockton (eerder gouverneur van Californië), Richard Field (later rechter voor het Hof van Beroep voor het district van New Jersey), Frederick Frelinghuysen II (later minister van Buitenlandse Zaken), Nicholas Brady (later minister van Financiën), Frank Lautenberg (prominent politicus), Jon Corzine (prominent ondernemer), William Paterson (later rechter voor het Hooggerechtshof), Jonathan Dayton (eerder voorzitter van het Huis van Afgevaardigden), Theodore Frelinghuysen (genomineerd vicepresidentskandidaat), Walter Edge (prominent politicus), Dwight Morrow (prominent ondernemer en diplomaat), Bill Bradley (prominent basketballer) en Cory Booker (prominent politicus).
Maar liefst tien senatoren voor New Jersey zijn ook gouverneur van New Jersey geweest: Aaron Ogden, John Lambert, Samuel Southard, Mahlon Dickerson, Theodore Randolph, Edward Edwards, Harry Moore, Jon Corzine, William Paterson en Walter Edge. En zes senatoren waren ook procureur-generaal van Jersey: William Dayton, Frederick Frelinghuysen II, John Stockton, William Paterson, Theodore Frelinghuysen en Jeffrey Chiesa. Ook vier senatoren waren lid van de Nederlandse-Amerikaanse Frelinghuysen-familie: Frederick Frelinghuysen II, Joseph Frelinghuysen, Frederick Frelinghuysen I en Theodore Frelinghuysen.

## Klasse I
| Nr.    | Senator voor New Jersey Senator from New Jersey | Senator voor New Jersey Senator from New Jersey | Senator voor New Jersey Senator from New Jersey | Ambtstermijn     | Ambtstermijn      | Partij(en)   | Verkiezing(en) |
| ------ | ----------------------------------------------- | ----------------------------------------------- | ----------------------------------------------- | ---------------- | ----------------- | ------------ | -------------- |
| 1      |                                                 |                                                 | Jonathan Elmer (1745–1817)                      | 4 maart 1789     | 4 maart 1891      | F            | 1788           |
| 2      |                                                 | John Rutherfurd                                 | John Rutherfurd (1760–1840)                     | 4 maart 1791     | 5 december 1798   | F            | 1790           |
| 2      | 1796                                            | John Rutherfurd                                 | John Rutherfurd (1760–1840)                     | 4 maart 1791     | 5 december 1798   | F            |                |
| 3      |                                                 | Franklin Davenport                              | Franklin Davenport (1755–1832)                  | 5 december 1798  | 4 maart 1799      | F            |                |
| 4      |                                                 | James Schureman                                 | James Schureman (1756–1842)                     | 4 maart 1799     | 15 februari 1801  | F            | 1799           |
| Vacant |                                                 |                                                 |                                                 |                  |                   |              | 1799           |
| 5      |                                                 | Aaron Ogden                                     | Aaron Ogden (1756–1839)                         | 28 februari 1801 | 4 maart 1803      | F            | 1801           |
| Vacant |                                                 |                                                 |                                                 |                  |                   |              |                |
| 6      |                                                 | John Condit                                     | John Condit (1755–1834)                         | 1 september 1803 | 4 maart 1809      | DR           | 1803           |
| 7      |                                                 | John Lambert                                    | John Lambert (1746–1823)                        | 4 maart 1809     | 4 maart 1815      | DR           | 1808           |
| 8      |                                                 |                                                 | James Wilson (1775–1824)                        | 4 maart 1815     | 8 januari 1821    | DR           | 1815           |
| Vacant |                                                 |                                                 |                                                 |                  |                   |              | 1815           |
| 9      |                                                 | Samuel Southard                                 | Samuel Southard (1787–1824)                     | 26 januari 1821  | 4 maart 1823      | DR           | 1815           |
| 9      | 1820                                            | Samuel Southard                                 | Samuel Southard (1787–1824)                     | 26 januari 1821  | 4 maart 1823      | DR           |                |
| Vacant |                                                 |                                                 |                                                 |                  |                   |              |                |
| 10     |                                                 | Joseph McIlvaine                                | Joseph McIlvaine (1769–1826)                    | 13 november 1823 | 19 augustus 1826  | DR           | 1823           |
| Vacant |                                                 |                                                 |                                                 |                  |                   |              | 1823           |
| 11     |                                                 | Ephraim Bateman                                 | Ephraim Bateman (1780–1829)                     | 10 november 1826 | 12 januari 1829   | DR (1826–28) | 1826 (1)       |
| 11     | 1826 (2)                                        | Ephraim Bateman                                 | Ephraim Bateman (1780–1829)                     | 10 november 1826 | 12 januari 1829   | DR (1826–28) |                |
| 11     | NR (1828–29)                                    | Ephraim Bateman                                 | Ephraim Bateman (1780–1829)                     | 10 november 1826 | 12 januari 1829   |              |                |
| Vacant |                                                 |                                                 |                                                 |                  |                   |              |                |
| 12     |                                                 | Mahlon Dickerson                                | Mahlon Dickerson (1770–1853)                    | 30 januari 1829  | 4 maart 1833      | D            | 1829           |
| 13     |                                                 | Samuel Southard                                 | Samuel Southard (1787–1824)                     | 4 maart 1833     | 26 juni 1842      | NR (1833)    | 1833           |
| 13     | W (1833–42)                                     | Samuel Southard                                 | Samuel Southard (1787–1824)                     | 4 maart 1833     | 26 juni 1842      |              | 1833           |
| 13     | 1839                                            | Samuel Southard                                 | Samuel Southard (1787–1824)                     | 4 maart 1833     | 26 juni 1842      |              |                |
| Vacant |                                                 |                                                 |                                                 |                  |                   |              |                |
| 14     |                                                 | William Dayton                                  | William Dayton (1807–1864)                      | 1 juli 1942      | 4 maart 1851      | W            |                |
| 14     | 1845                                            | William Dayton                                  | William Dayton (1807–1864)                      | 1 juli 1942      | 4 maart 1851      | W            |                |
| 15     |                                                 | Robert Stockton                                 | Robert Stockton (1795–1866)                     | 4 maart 1851     | 10 januari 1853   | D            | 1851           |
| Vacant |                                                 |                                                 |                                                 |                  |                   |              | 1851           |
| 16     |                                                 | John Thomson                                    | John Thomson (1800–1862)                        | 4 maart 1853     | 12 september 1862 | D            | 1853           |
| 16     | 1857                                            | John Thomson                                    | John Thomson (1800–1862)                        | 4 maart 1853     | 12 september 1862 | D            |                |
| Vacant |                                                 |                                                 |                                                 |                  |                   |              |                |
| 17     |                                                 | Richard Field                                   | Richard Field (1803–1870)                       | 22 november 1862 | 14 januari 1863   | R            |                |
| 18     |                                                 | James Wall                                      | James Wall (1820–1872)                          | 14 januari 1863  | 4 maart 1863      | D            | 1863 (1)       |
| 19     |                                                 | William Wright                                  | William Wright (1794–1866)                      | 4 maart 1863     | 1 november 1866   | D            | 1863 (2)       |
| Vacant |                                                 |                                                 |                                                 |                  |                   |              | 1863 (2)       |
| 20     |                                                 | Frederick Frelinghuysen II                      | Frederick Frelinghuysen II (1817–1885)          | 12 november 1866 | 4 maart 1869      | R            | 1863 (2)       |
| 20     | R                                               | Frederick Frelinghuysen II                      | Frederick Frelinghuysen II (1817–1885)          | 12 november 1866 | 4 maart 1869      | 1867         |                |
| 21     |                                                 | John Stockton                                   | John Stockton (1826–1900)                       | 4 maart 1869     | 4 maart 1875      | D            | 1869           |
| 22     |                                                 | Theodore Randolph                               | Theodore Randolph (1826–1883)                   | 4 maart 1875     | 4 maart 1881      | D            | 1875           |
| 23     |                                                 | William Sewell                                  | William Sewell (1835–1901)                      | 4 maart 1881     | 4 maart 1887      | R            | 1881           |
| 24     |                                                 | Rufus Blodgett                                  | Rufus Blodgett (1831–1910)                      | 4 maart 1887     | 4 maart 1893      | D            | 1886           |
| 25     |                                                 | James Smith                                     | James Smith (1851–1927)                         | 4 maart 1893     | 4 maart 1899      | D            | 1893           |
| 26     |                                                 | John Kean                                       | John Kean (1852–1814)                           | 4 maart 1899     | 4 maart 1911      | R            | 1899           |
| 26     | 1905                                            | John Kean                                       | John Kean (1852–1814)                           | 4 maart 1899     | 4 maart 1911      | R            |                |
| 27     |                                                 | James Martine                                   | James Martine (1850–1925)                       | 4 maart 1911     | 4 maart 1917      | D            | 1911           |
| 28     |                                                 | Joseph Frelinghuysen                            | Joseph Frelinghuysen (1869–1948)                | 4 maart 1917     | 4 maart 1923      | R            | 1916           |
| 29     |                                                 | Edward Edwards                                  | Edward Edwards (1863–1931)                      | 4 maart 1923     | 4 maart 1929      | D            | 1922           |
| 30     |                                                 | Hamilton Kean                                   | Hamilton Kean (1862–1941)                       | 4 maart 1929     | 3 januari 1935    | R            | 1928           |
| 31     |                                                 | Harry Moore                                     | Harry Moore (1877–1952)                         | 3 januari 1935   | 18 januari 1938   | D            | 1934           |
| 32     |                                                 | John Milton                                     | John Milton (1881–1977)                         | 18 januari 1938  | 8 november 1938   | D            | 1934           |
| 33     |                                                 | William Barbour                                 | William Barbour (1888–1943)                     | 8 november 1938  | 22 november 1943  | R            | 1938           |
| 33     | 1940                                            | William Barbour                                 | William Barbour (1888–1943)                     | 8 november 1938  | 22 november 1943  | R            |                |
| Vacant |                                                 |                                                 |                                                 |                  |                   |              |                |
| 34     |                                                 | Arthur Walsh                                    | Arthur Walsh (1896–1947)                        | 26 november 1943 | 8 december 1944   | D            |                |
| 35     |                                                 | Howard Smith                                    | Howard Smith (18801966)                         | 8 december 1944  | 3 januari 1959    | D            | 1944           |
| 35     | 1946                                            | Howard Smith                                    | Howard Smith (18801966)                         | 8 december 1944  | 3 januari 1959    | D            |                |
| 35     | 1952                                            | Howard Smith                                    | Howard Smith (18801966)                         | 8 december 1944  | 3 januari 1959    | D            |                |
| 36     |                                                 | Harrison Williams                               | Harrison Williams (1919–2001)                   | 3 januari 1959   | 12 maart 1982     | D            | 1958           |
| 36     | 1964                                            | Harrison Williams                               | Harrison Williams (1919–2001)                   | 3 januari 1959   | 12 maart 1982     | D            |                |
| 36     | 1970                                            | Harrison Williams                               | Harrison Williams (1919–2001)                   | 3 januari 1959   | 12 maart 1982     | D            |                |
| 36     | 1976                                            | Harrison Williams                               | Harrison Williams (1919–2001)                   | 3 januari 1959   | 12 maart 1982     | D            |                |
| Vacant |                                                 |                                                 |                                                 |                  |                   |              |                |
| 37     |                                                 | Nicholas Brady                                  | Nicholas Brady (1930)                           | 12 april 1982    | 27 december 1982  | R            |                |
| 38     |                                                 | Frank Lautenberg                                | Frank Lautenberg (1924–2013)                    | 27 december 1982 | 3 januari 2001    | D            | 1982           |
| 38     | 1988                                            | Frank Lautenberg                                | Frank Lautenberg (1924–2013)                    | 27 december 1982 | 3 januari 2001    | D            |                |
| 38     | 1994                                            | Frank Lautenberg                                | Frank Lautenberg (1924–2013)                    | 27 december 1982 | 3 januari 2001    | D            |                |
| 39     |                                                 | Jon Corzine                                     | Jon Corzine (1947)                              | 3 januari 2001   | 18 januari 2006   | D            | 2000           |
| 40     |                                                 | Bob Menendez                                    | Bob Menendez (1954)                             | 18 januari 2006  | 20 augustus 2024  | D            | 2000           |
| 40     | D                                               | Bob Menendez                                    | Bob Menendez (1954)                             | 18 januari 2006  | 20 augustus 2024  | 2006         |                |
| 40     | D                                               | Bob Menendez                                    | Bob Menendez (1954)                             | 18 januari 2006  | 20 augustus 2024  | 2012         |                |
| 40     | D                                               | Bob Menendez                                    | Bob Menendez (1954)                             | 18 januari 2006  | 20 augustus 2024  | 2018         |                |
| Vacant |                                                 |                                                 |                                                 |                  |                   |              |                |
| 41     |                                                 | George Helmy                                    | George Helmy (1979)                             | 9 september 2024 | 3 januari 2025    | D            |                |
| 42     |                                                 | Andy Kim                                        | Andy Kim (1982)                                 | 3 januari 2025   | heden             | D            | 2024           |

## Klasse II
| Nr.    | Senator voor New Jersey Senator from New Jersey | Senator voor New Jersey Senator from New Jersey | Senator voor New Jersey Senator from New Jersey | Ambtstermijn      | Ambtstermijn     | Partij(en)   | Verkiezing(en) |
| ------ | ----------------------------------------------- | ----------------------------------------------- | ----------------------------------------------- | ----------------- | ---------------- | ------------ | -------------- |
| 1      |                                                 | William Paterson                                | William Paterson (1745–1805)                    | 4 maart 1789      | 13 november 1790 | F            | 1788           |
| Vacant |                                                 |                                                 |                                                 |                   |                  |              | 1788           |
| 2      |                                                 | Philemon Dickinson                              | Philemon Dickinson (1739–1809)                  | 23 november 1790  | 4 maart 1793     | F            | 1790           |
| 3      |                                                 | Frederick Frelinghuysen I                       | Frederick Frelinghuysen I (1753–1804)           | 4 maart 1793      | 12 november 1796 | F            | 1792           |
| 4      |                                                 | Richard Stockton                                | Richard Stockton (1764–1828)                    | 12 november 1796  | 4 maart 1799     | F            | 1796           |
| 5      |                                                 | Jonathan Dayton                                 | Jonathan Dayton (1760–1824)                     | 4 maart 1799      | 4 maart 1805     | F            | 1798           |
| 6      |                                                 |                                                 | Aaron Kitchell (1744–1820)                      | 4 maart 1805      | 12 maart 1809    | DR           | 1804           |
| Vacant |                                                 |                                                 |                                                 |                   |                  |              | 1804           |
| 7      |                                                 | John Condit                                     | John Condit (1755–1834)                         | 20 maart 1809     | 4 maart 1817     | DR           | 1804           |
| 7      | DR                                              | John Condit                                     | John Condit (1755–1834)                         | 20 maart 1809     | 4 maart 1817     | 1809         |                |
| 7      | DR                                              | John Condit                                     | John Condit (1755–1834)                         | 20 maart 1809     | 4 maart 1817     | 1810         |                |
| 8      |                                                 | Mahlon Dickerson                                | Mahlon Dickerson (1770–1853)                    | 4 maart 1817      | 30 januari 1829  | DR (1817–28) | 1817           |
| 8      | 1823                                            | Mahlon Dickerson                                | Mahlon Dickerson (1770–1853)                    | 4 maart 1817      | 30 januari 1829  | DR (1817–28) |                |
| 8      | D (1828–29)                                     | Mahlon Dickerson                                | Mahlon Dickerson (1770–1853)                    | 4 maart 1817      | 30 januari 1829  |              |                |
| Vacant |                                                 |                                                 |                                                 |                   |                  |              |                |
| 9      |                                                 | Theodore Frelinghuysen                          | Theodore Frelinghuysen (1787–1862)              | 4 maart 1829      | 4 maart 1835     | NR (1829–33) | 1829           |
| 9      | W (1833–35)                                     | Theodore Frelinghuysen                          | Theodore Frelinghuysen (1787–1862)              | 4 maart 1829      | 4 maart 1835     |              | 1829           |
| 10     |                                                 | Garret Wall                                     | Garret Wall (1783–1850)                         | 4 maart 1835      | 4 maart 1841     | D            | 1835           |
| 11     |                                                 | Jacob Miller                                    | Jacob Miller (1800–1862)                        | 4 maart 1841      | 4 maart 1853     | W            | 1840           |
| 11     | 1846                                            | Jacob Miller                                    | Jacob Miller (1800–1862)                        | 4 maart 1841      | 4 maart 1853     | W            |                |
| 12     |                                                 | William Wright                                  | William Wright (1794–1866)                      | 4 maart 1853      | 4 maart 1859     | D            | 1853           |
| 13     |                                                 | John Ten Eyck                                   | John Ten Eyck (1814–1879)                       | 4 maart 1859      | 4 maart 1865     | R            | 1858           |
| Vacant | Vacant                                          | Vacant                                          | Vacant                                          | Vacant            | Vacant           | Vacant       | 1864           |
| 14     |                                                 | John Stockton                                   | John Stockton (1826–1900)                       | 15 maart 1865     | 26 maart 1866    | D            | 1864           |
| Vacant |                                                 |                                                 |                                                 |                   |                  |              | 1864           |
| 15     |                                                 | Alexander Cattell                               | Alexander Cattell (1816–1894)                   | 20 september 1866 | 4 maart 1871     | R            | 1866           |
| 16     |                                                 | Frederick Frelinghuysen II                      | Frederick Frelinghuysen II (1817–1885)          | 4 maart 1871      | 4 maart 1877     | R            | 1870           |
| 17     |                                                 | John McPherson                                  | John McPherson (1833–1897)                      | 4 maart 1877      | 4 maart 1895     | D            | 1877           |
| 17     | 1883                                            | John McPherson                                  | John McPherson (1833–1897)                      | 4 maart 1877      | 4 maart 1895     | D            |                |
| 17     | 1889                                            | John McPherson                                  | John McPherson (1833–1897)                      | 4 maart 1877      | 4 maart 1895     | D            |                |
| 18     |                                                 | William Sewell                                  | William Sewell (1835–1901)                      | 4 maart 1895      | 27 december 1901 | R            | 1895           |
| 18     | 1901                                            | William Sewell                                  | William Sewell (1835–1901)                      | 4 maart 1895      | 27 december 1901 | R            |                |
| Vacant |                                                 |                                                 |                                                 |                   |                  |              |                |
| 19     |                                                 | John Dryden                                     | John Dryden (1839–1911)                         | 30 januari 1902   | 4 maart 1907     | R            | 1902           |
| 20     |                                                 | Frank Briggs                                    | Frank Briggs (1851–1913)                        | 4 maart 1907      | 4 maart 1913     | R            | 1907           |
| 21     |                                                 | William Hughes                                  | William Hughes (1872–1918)                      | 4 maart 1913      | 30 januari 1918  | D            | 1913           |
| Vacant |                                                 |                                                 |                                                 |                   |                  |              | 1913           |
| 22     |                                                 | David Baird sr.                                 | David Baird sr. (1839–1927)                     | 22 februari 1918  | 4 maart 1919     | R            | 1913           |
| 22     | 1918                                            | David Baird sr.                                 | David Baird sr. (1839–1927)                     | 22 februari 1918  | 4 maart 1919     | R            |                |
| 23     |                                                 | Walter Edge                                     | Walter Edge (1873–1956)                         | 4 maart 1919      | 20 november 1929 | R            | 1918           |
| 23     | 1924                                            | Walter Edge                                     | Walter Edge (1873–1956)                         | 4 maart 1919      | 20 november 1929 | R            |                |
| Vacant |                                                 |                                                 |                                                 |                   |                  |              |                |
| 24     |                                                 | David Baird jr.                                 | David Baird jr. (1881–1955)                     | 30 november 1929  | 1 december 1930  | R            |                |
| 25     |                                                 | Dwight Morrow                                   | Dwight Morrow (1873–1931)                       | 1 december 1930   | 5 oktober 1931   | R            | 1930 (1)       |
| 25     | 1930 (2)                                        | Dwight Morrow                                   | Dwight Morrow (1873–1931)                       | 1 december 1930   | 5 oktober 1931   | R            |                |
| Vacant |                                                 |                                                 |                                                 |                   |                  |              |                |
| 26     |                                                 | William Barbour                                 | William Barbour (1888–1943)                     | 1 december 1931   | 3 januari 1937   | R            |                |
| 26     | 1932                                            | William Barbour                                 | William Barbour (1888–1943)                     | 1 december 1931   | 3 januari 1937   | R            |                |
| 27     |                                                 | William Smathers                                | William Smathers (1891–1955)                    | 3 januari 1937    | 3 januari 1943   | D            | 1936           |
| 28     |                                                 | Albert Hawkes                                   | Albert Hawkes (1878–1971)                       | 3 januari 1943    | 3 januari 1949   | R            | 1942           |
| 29     |                                                 | Robert Hendrickson                              | Robert Hendrickson (1898–1962)                  | 3 januari 1949    | 3 januari 1955   | R            | 1949           |
| 30     |                                                 | Clifford Case                                   | Clifford Case (1904–1982)                       | 3 januari 1955    | 3 januari 1979   | R            | 1954           |
| 30     | 1960                                            | Clifford Case                                   | Clifford Case (1904–1982)                       | 3 januari 1955    | 3 januari 1979   | R            |                |
| 30     | 1966                                            | Clifford Case                                   | Clifford Case (1904–1982)                       | 3 januari 1955    | 3 januari 1979   | R            |                |
| 30     | 1972                                            | Clifford Case                                   | Clifford Case (1904–1982)                       | 3 januari 1955    | 3 januari 1979   | R            |                |
| 31     |                                                 | Bill Bradley                                    | Bill Bradley (1943)                             | 3 januari 1979    | 3 januari 1997   | D            | 1978           |
| 31     | 1984                                            | Bill Bradley                                    | Bill Bradley (1943)                             | 3 januari 1979    | 3 januari 1997   | D            |                |
| 31     | 1990                                            | Bill Bradley                                    | Bill Bradley (1943)                             | 3 januari 1979    | 3 januari 1997   | D            |                |
| 32     |                                                 | Robert Torricelli                               | Robert Torricelli (1951)                        | 3 januari 1997    | 3 januari 2003   | D            | 1996           |
| 33     |                                                 | Frank Lautenberg                                | Frank Lautenberg (1924–2013)                    | 3 januari 2003    | 3 juni 2013      | D            | 2002           |
| 33     | 2008                                            | Frank Lautenberg                                | Frank Lautenberg (1924–2013)                    | 3 januari 2003    | 3 juni 2013      | D            |                |
| Vacant |                                                 |                                                 |                                                 |                   |                  |              |                |
| 34     |                                                 | Jeffrey Chiesa                                  | Jeffrey Chiesa (1965)                           | 10 juni 2013      | 31 oktober 2013  | R            |                |
| 35     |                                                 | Cory Booker                                     | Cory Booker (1969)                              | 31 oktober 2013   | heden            | D            | 2013           |
| 35     | 2014                                            | Cory Booker                                     | Cory Booker (1969)                              | 31 oktober 2013   | heden            | D            |                |
| 35     | 2020                                            | Cory Booker                                     | Cory Booker (1969)                              | 31 oktober 2013   | heden            | D            |                |

Alabama: Tuberville (R) · Britt (R)
Alaska: Murkowski (R) · Sullivan (R)
Arizona: Kelly (D) · Gallego (D)
Arkansas: Boozman (R) · Cotton (R)
Californië: Padilla (D) · Schiff (D)
Colorado: Bennet (D) · Hickenlooper (D)
Connecticut: Blumenthal (D) · Murphy (D)
Delaware: Coons (D) · Blunt Rochester (D)
Florida: R. Scott (R) · Moody (R)
Georgia: Ossoff (D) · Warnock (D)
Hawaï: Schatz (D) · Hirono (D)
Idaho: Crapo (R) · Risch (R)
Illinois: Durbin (D) · Duckworth (D)
Indiana: Young (R) · Banks (R)
Iowa: Grassley (R) · Ernst (R)
Kansas: Moran (R) · Marshall (R)
Kentucky: McConnell (R) · Paul (R)
Louisiana: Cassidy (R) · Kennedy (R)
Maine: Collins (R) · King (O)
Maryland: Van Hollen (D) · Alsobrooks (D)
Massachusetts: Warren (D) · Markey (D)
Michigan: Peters (D) · Slotkin (D)
Minnesota: Klobuchar (D) · Smith (D)
Mississippi: Wicker (R) · Hyde-Smith (R)
Missouri: Hawley (R) · Schmitt (R)
Montana: Daines (R) · Sheehy (R)
Nebraska: Fischer (R) · Ricketts (R)
Nevada: Cortez Masto (D) · Rosen (D)
New Hampshire: Shaheen (D) · Hassan (D)
New Jersey: Booker (D) · Kim (D)
New Mexico: Heinrich (D) · Luján (D)
New York: Schumer (D) · Gillibrand (D)
North Carolina: Tillis (R) · Budd (R)
North Dakota: Hoeven (R) · Cramer (R)
Ohio: Moreno (R) · Husted (R)
Oklahoma: Lankford (R) · Mullin (R)
Oregon: Wyden (D) · Merkley (D)
Pennsylvania: Fetterman (D) · McCormick (R)
Rhode Island: Reed (D) · Whitehouse (D)
South Carolina: Graham (R) · T. Scott (R)
South Dakota: Thune (R) · Rounds (R)
Tennessee: Blackburn (R) · Hagerty (R)
Texas: Cornyn (R) · Cruz (R)
Utah: Lee (R) · Curtis (R)
Vermont: Sanders (O) · Welch (D)
Virginia: Warner (D) · Kaine (D)
Washington: Murray (D) · Cantwell (D)
West Virginia: Moore Capito (R) · Justice (R)
Wisconsin: Johnson (R) · Baldwin (D)
Wyoming: Barrasso (R) · Lummis (R)
(D): Democraat · (R): Republikein · (O): Onafhankelijk